# Inhibidor del factor de necrosi tumoral
Un inhibidor del factor de necrosi tumoral (anti-TNF) és un fàrmac que suprimeix la resposta fisiològica al factor de necrosi tumoral (TNF), que forma part de la resposta inflamatòria. El TNF participa en trastorns autoimmunitaris i immunitaris com l'artritis reumatoide, l'espondilitis anquilosant, la malaltia inflamatòria intestinal, la psoriasi, la hidroadenitis supurativa i l'asma refractari, de manera que es poden utilitzar inhibidors del TNF en el seu tractament. Els efectes secundaris importants dels inhibidors del TNF inclouen limfomes, infeccions (especialment la reactivació de la tuberculosi latent), insuficiència cardíaca, malaltia desmielinitzant, una síndrome semblant al lupus, inducció d'autoanticossos, reaccions al lloc de la injecció i efectes secundaris sistèmics.

## Exemples
A Espanya:
- Adalimumab, Humira
- Apremilast, Otezla
- Baricitinib, Olumiant
- Certolizumab pegol, Cimzia
- Etanercept, Enbrel, Benepali, Erelzi
- Golimumab, Simponi
- Infliximab, Flixabi, Inflectra, Remicade, Remsima, Zessly

## Utilitats mèdiques

### Artritis reumàtica
Kollias i col·laboradors van demostrar originalment el paper del factor de necrosi tumoral com a actor clau en el desenvolupament de l'artritis reumatoide.
S'ha demostrat que els nivells del factor de necrosi tumoral augmenten tant en el líquid sinovial com en la membrana sinovial de pacients amb artritis reumatoide. Això condueix a la inflamació local a través de la senyalització de les cèl·lules sinovials per produir metaloproteinases i col·lagenasa.
L'aplicació clínica de fàrmacs inhibidors del factor de necrosi tumoral en l'artritis reumatoide va ser demostrada per Marc Feldmann i Ravinder N. Maini, qui van guanyar el 2003 el Premi Lasker pel seu treball. Els compostos inhibidors del factor de necrosi tumoral ajuden a eliminar l'activitat anormal de les cèl·lules B.
La teràpia que combina alguns agents inhibidors del factor de necrosi tumoral com l'etanercept amb el fàrmac antireumàtic modificador de la malaltia com ara el metotrexat ha demostrat ser més eficaç a l'hora de restaurar la qualitat de vida als pacients amb artritis reumatoide que amb només l'ús de fàrmacs.

### Malaltia de la pell
Els assajos clínics quant a l'eficàcia d'aquests fàrmacs contra l'adenitis supurativa segueixen en curs.
L'Institut Nacional d'Excel·lència Clínica ha emès directrius per al tractament de la psoriasi severa utilitzant els fàrmacs anti-TNF etanercept (Enbrel) i adalimumab (Humira) així com el tractament farmacològic anti-IL12/23 ustekinumab (Stelara). En els casos en què tractaments sistèmics més convencionals, com el psoralen combinat amb el tractament ultraviolat A (PUVA), metotrexat i ciclosporina, han fallat o no es poden tolerar, es poden prescriure aquests nous agents biològics. Infliximab (Remicade) es pot utilitzar per tractar la psoriosi severa si els tractaments abans esmentats fallen o no es poden tolerar.

### Malaltia gastrointestinal
L'any 2010, l'Institut Nacional d'Excel·lència Clínica al Regne Unit va emetre directrius per al tractament de la malaltia de Crohn sever amb Infliximab i adalimumab.

### Càncer
La teràpia inhibidora del factor de necrosi tumoral ha mostrat només efectes discrets en la teràpia contra el càncer. El tractament del carcinoma de cèl·lules renals amb el infliximab va donar lloc a una estabilització prolongada de la malaltia en certs pacients. L'etanercept va ser utilitzat per tractar pacients amb càncer de mama i càncer d'ovari que mostraven estabilització prolongada de les malalties mitjançant la reducció de la interleucina-6 i la CCL2. D'altra banda, l'addició del infliximab o etanercept a la gemcitabina per tractar pacients amb càncer de pàncrees avançat no s'associa amb les diferències d'eficàcia si es compara amb el placebo.

## Efectes secundaris

### Càncer
L'Administració d'Aliments i Fàrmacs dels Estats Units (FDA) continua rebent informes d'un càncer rar de glòbuls blancs (conegut com a limfoma de cèl·lules T hepatosplènic o HSTCL), principalment en adolescents i adults joves que reben tractament per a la malaltia de Crohn i colitis ulcerosa amb bloquejadors del factor de necrosi tumoral, així com amb azatioprina i/o mercaptopurina.

### Infeccions oportunistes
Els inhibidors del factor de necrosi tumoral posen els pacients en un major risc d'infecció oportunista. L'Administració d'Aliments i Fàrmacs ha advertit del risc d'infecció de dos patògens bacterians, la Legionel·la i la Listèria. Les persones que prenen blocs TNF tenen un major risc de desenvolupar infeccions greus que poden conduir a la hospitalització o la mort a causa de certs patògens oportunistes bacterians, micobacteris, fúngics, vírics i paràsits.

### Tuberculosi
En pacients amb infecció latent per Bacil de Koch (tuberculosis Mycobacterium), la tuberculosi activa (TB) pot desenvolupar-se poc després de l'inici del tractament amb infliximab. Abans de prescriure un inhibidor del factor de necrosi tumoral, els metges haurien de detectar una tuberculosi latent als pacients. Els antibiòtics biològics monoclonals anti-TNF com infliximab, golimumab, certolizumab i adalimumab, i la proteïna de fusió etanercept, aprovats per l'Administració d'Aliments i Fàrmacs per l'ús humà, alerten que els pacients haurien de ser avaluats per la infecció latent de la tuberculosis, i si es detecta, s'hauria d'iniciar un tractament preventiu abans d’iniciar la teràpia amb aquests medicaments.

### Infeccions per fongs
El 4 de Setembre de 2008 l'Administració d'Aliments i Fàrmacs va emetre un avís que informava que els pacients amb inhibidors del factor de necrosi tumoral es troben en un major risc d'infeccions fúngiques oportunistes com la histoplasmosi pulmonar i disseminada, coccidioidomicosis i blanstomicosis. Animen als metges a considerar la teràpia antifúngica quirúrgica en certes circumstàncies a tots els pacients amb risc fins que s'identifiqui el patogen. Un estudi recent ha demostrat que els agents anti-TNFα s'associen a creixents riscos d'infecció per infeccions fúngiques endèmiques i oportunistes, especialment quan es donen tard en el tractament general de la malaltia subjacent, i en pacients joves que reben citotòxics concomitants o una teràpia immunosupressora augmentada.

### Esclerosi múltiple
El 1999 es va dur a terme un assaig de control aleatori provant un prototip d'inhibidor del factor de necrosi tumoral alfa, Lenercept, per al tractament de l'esclerosi múltiple. No obstant això, els pacients de l'estudi que van rebre el medicament van tenir significativament més exacerbacions de la seva malaltia que els que no.
Els informes de casos també han suggerit que els agents anti-TNF no només empitjoren, sinó que causen esclerosi múltiple en alguns pacients. Més recentment, un informe del 2018 descriu un home italià amb psoriasi de plaques que va desenvolupar esclerosi múltiple després de tractar-se amb entanercept. En aquell moment, la seva revisió bibliogràfica va identificar 34 altres casos de malalties denigrants que es van desenvolupar després de la iniciació d'un fàrmac anti-TNF. Així, els fàrmacs inhibidors del factor de necrosi tumoral estan contraindicats en pacients amb esclerosi múltiple, i l'Acadèmia Americana de Dermatologia recomana evitar el seu ús en els pacients amb un primer grau d'esclerosi múltiple.
Diversos medicaments anti-TNF es prescriuen habitualment per diverses malalties autoimmunitàries. Alguns d'ells produeixen una desmielinització en el sistema central nerviós compatible amb l'esclerosi múltiple estàndard.

Altres anticossos monoclonals com l'adalimumab, pembrolizumab, nivolumab i l'infliximab produeixen esclerosi múltiple artificialment.

## Agents anti-TNF a la natura
El factor de necrosi tumoral (TNF) o els seus efectes són inhibits per diversos compostos naturals, incloent-hi la curcumina (un compost present en la cúrcuma) i les catèquines (en te verd). El cannabidiol i la Echinacea purpurea també semblen tenir propietats antiinflamatòries a través de la inhibició de la producció de TNF-α, tot i que aquest efecte pot ser mediat a través d'efectes independents de receptors de cànnabinoid CB1 o CB2.

## Història
Els primers experiments van associar el factor de necrosi tumoral amb la patogènesi de la sèpsia bacteriana. Així, l'any 1985 es van realitzar els primers estudis preclínics usant uns anticossos policlonals contra el factor
```
de necrosi tumoral alfa en models animals de sèpsia i van mostrar que anticossos anti-TNF protegien ratolins de la sèpsia.
[
34
]
[
35
]
 Tanmateix, els assaigs clínics posteriors en pacients amb sèpsia no van mostrar cap benefici significatiu. No va ser fins al 1991 que els estudis en un model de ratolí transgènic de TNF humà van proporcionar la base preclínica per a un paper causal del TNF en el desenvolupament de la poliartritis i que el tractament anti-TNF podria ser eficaç contra l'artritis humana.
[
36
]
 Posteriorment, va ser confirmat en assajos clínics
[
37
]
 i va conduir al desenvolupament de les primeres teràpies biològiques per a l'artritis reumatoide.
```